# Espiral de lítuo

A Espiral de lítuo é a curva plana na qual o ângulo é inversamente proporcional ao quadrado do raio, descrita em coordenadas polares pela equação {\displaystyle r^{2}=a/\theta }
Esta espiral é assintótica à linha {\displaystyle \theta =0}.
Foi publicada pela primeira vez em 1722 pelo matemático inglês Rogert Cotes. Note que o lítuo se aproxima cada vez mais da origem mas nunca a alcança. A espiral de lítuo deve seu nome de uma antiga trombeta romana chamada lítuo. Na arte, a espiral de lítuo é uma forma recorrente chamada voluta. O lítuo era também o bastão curvado usado pelo clero romano antigo que inspirou os actuais báculos. Os padres foram chamados "áugures," que tentavam predizer o futuro, e a forma aparece nas moedas romanas.